# Fille dangereuse
Pour plus de détails, voir Fiche technique et Distribution.
Fille dangereuse (titre original : Bufere) est un melodramma strappalacrime  franco-italien réalisé par Guido Brignone en 1952 et sorti en 1953 dans les salles.
Il s'agit d'une adaptation du roman Bufere de Sabatino Lopez (it) paru en 1907.

## Synopsis
À Pérouse, Antonio Sanna, chirurgien de renom, mène une vie paisible avec sa femme Maria et son fils Mario. Un soir, il assiste à un spectacle au théâtre del Pavone dans lequel un couple d'acrobates, Daisy et Sergio, se produit sous le nom des frères Parnell. Lors d'un exercice difficile, l'un des deux athlètes tombe et se blesse. Le chirurgien, invité à s'occuper du cas, parvient à sauver le malheureux grâce à une intervention chirurgicale risquée. Pendant le séjour de l'athlète, sa jeune et jolie compagne apprend rapidement à connaître le chirurgien et entame une relation avec lui.
Maria, sa femme, ne tarde pas à s'en rendre compte et décide de le quitter pour retourner vivre avec sa mère. La relation entre le chirurgien et l'acrobate devient publique et menace de tourner au scandale lorsque le professionnel estimé, ayant perdu son calme et sa concentration, commet une erreur chirurgicale et est contraint de démissionner de la clinique où il travaille.
C'est à ce moment que Maria intervient : craignant de perdre à jamais son mari, qui a décidé de tout abandonner et de partir avec sa maîtresse, elle invite cette dernière à une mise au point en l'invitant dans sa voiture. Aveuglée par le désespoir, Maria démarre en trombe et lance la voiture dans une course de plus en plus rapide, jusqu'à ce qu'elle perde le contrôle sur une dangereuse pente descendante, provoquant un accident dans lequel la maîtresse perd la vie et où elle est elle-même gravement blessée. Sauvée par une opération pratiquée par Antonio lui-même, elle regagne enfin l'amour de son mari.

## Fiche technique
- Titre français : Fille dangereuse ou Une fille dangereuse ou Tourmente ou Femme dangereuse[1]
- Titre original italien : Bufere
- Réalisation : Guido Brignone
- Scénario : Guido Brignone, Alessandro De Stefani et Carlo Musso, d'après le roman Bufere de Sabatino Lopez (it) paru en 1907.
- Photographie : Mario Montuori
- Montage : Jolanda Benvenuti (it)
- Musique : Ettore Montanaro (it)
- Décors : Ottavio Scotti (it)
- Costumes : Ditta Werther, Gaia Romanini (it)
- Production : Gualberto Bagnoli, Carlo Bugnani et Armando Morandi
- Sociétés de production : Société Générale de Cinématographie et Titanus
- Pays de production :  Italie,  France
- Langue originale : italien
- Format : Noir et blanc - 1,37:1 - Mono - 35 mm
- Genre : Melodramma strappalacrime, Drame psychologique
- Durée : 92 minutes
- Date de sortie : 
  - Italie : 6 février 1953, 30 janvier 1953 (Source Musée Jean Gabin à Mériel)
  - France : 21 avril 1953 (Nice[1]) ; 29 mai 1953 (Paris[1])
- Affiche : Roger Rojac (France)

## Distribution
- Jean Gabin (V.F. : lui-même) : Antonio Sanna, chirurgien à Pérouse
- Silvana Pampanini  (V.F : Raymonde Devarennes) : Daisy, trapéziste, partenaire de Serge
- Serge Reggiani : Serge Parnell, trapéziste
- Carla Del Poggio  (V.F : Camille Fournier) : Maria Sanna, la femme d'Antonio
- René Lefèvre[2] : Amédée Didier, vétérinaire
- Mario Ferrari : le préfet
- Enrico Olivieri : Mario Sanna, fils d’Antonio et de Maria
- Edda Soligo (it) : l'infirmière